# Chermignon
Chermignon est une ancienne commune suisse du canton du Valais, située dans le district de Sierre. Elle fusionne le 1er janvier 2017 avec Mollens, Montana et Randogne pour former Crans-Montana.

## Situation géographique
La commune de Chermignon est située au centre du Valais, sur le versant sud des Alpes bernoises. Elle occupe une superficie de 539,3 hectares, entre le village d'Ollon, à 600 mètres d'altitude et la station de Crans-Montana, à 1500 mètres. Elle ne touche pas tout à fait à la plaine du Rhône, puisque c'est l'importante commune de Sierre qui voit le passage du fleuve, de l'autoroute A9, de la voie ferrée du Simplon et de la route cantonale.
À l'Ouest, elle côtoie la commune de Lens alors qu'à l'Est s'étend la commune de Montana. La commune de Chermignon comprend les localités d'Ollon (alt. 600 m), Chermignon-d'en-Bas (alt. 910 m), Chermignon-d'en-Haut (alt. 1 151 m), ainsi qu'une partie de la station de Crans (alt. 1 470 m). En outre, avec ses voisines de Sierre et Montana, elle se partage le petit hameau de Champzabé, situé à 1,5 km à l'est d'Ollon.

## Histoire
Les assemblées bourgoisiales s'y sont tenues en patois jusqu'en 1964.

## Gentilé et surnoms
Les habitants de la localité se nomment les Chermignonnards.
Ils sont surnommés les Pétatches, soit ceux qui pètent en patois valaisan, et les Bacanonir, soit ceux qui mangent du lard.

### Situation des communes durant leXIXesiècle

Photo aérienne historique de Werner Friedli de 1949.

Au XIXe siècle, Chermignon est l'une des quatre sections — ou quartier — de la grande commune de Lens, avec Icogne et Montana, tous assez clairement délimités. En amont, le territoire de Crans est mixte, c'est-à-dire pas attribué à l'un ou l’autre quartier. La situation est identique en aval, avec des villages situés en zone mixte. Chermignon-d'en-bas est alors une sorte de consortage privé, indépendant de toute section.
Chaque quartier a son propre conseil, composé de quatre membres à Chermignon — cinq à Lens, deux à Montana et deux à Icogne. À partir de la constitution de 1802, la grande commune doit se doter d'un président, qui réunit les conseillers pour le traitement des objets communs, ces mêmes conseillers siégeant dans leur quartier pour les questions locales. Le quartier a son propre règlement de police et gère en propre les biens bourgeoisiaux : il établit son budget annuel et perçoit des impôts ; il nomme les employés subalternes et fournit le matériel scolaire ; il entretient les routes, les bassins et le matériel d’incendie. La situation reste cependant assez confuse, puisque l'État s'adresse parfois à la Grande commune et d'autres fois directement aux quartiers. Le Conseil de la Grande commune s'occupe de la gestion des biens communs, délivre les actes d’origine, entretient l'école de Chermignon-d’en-bas et contrôle les denrées alimentaires.
Lors du recensement de 1888, la Grande Commune compte 2 249 habitants, dont 992 à Lens, 609 à Chermignon, 360 à Montana et 228 à Icogne. Il n'y avait pas d’habitants dans les territoires mixtes. Une fête importante de l'époque, la Saint-Pierre, réunit à Lens les détachements de soldats de toutes les sections.

### Premières tentatives de séparation
C'est la gestion des terrains mixtes qui amène progressivement les quartiers à vouloir s'ériger en communes indépendantes. Le 29 juin 1843, les citoyens d'Icogne lancent une pétition pour éclaircir le litige de la Vèreillaz, une zone sise du côté sud du mont de Lens. En 1846, un litige survient avec Montana au sujet de la forêt du Zan.
Le 4 juillet 1846, Icogne saisit le Département de l'Intérieur afin de régler le litige. Le 10 avril 1847, les communiers demandent à Icogne de déterminer la part qui doit lui revenir ; Icogne réclame un sixième du total. 
Le 3 mars 1847, une nouvelle plainte est déposée par Icogne, qui se sent lésée dans la répartition des charges faites par le Conseil Mixte. Le 4 juillet 1847 tous les grands communiers sont convoqués lors d’un scrutin qui doit trancher sur la pétition d'Icogne. Le partage est accepté à l'unanimité à Icogne, mais refusé à 68 contre 11 à Lens et à l’unanimité à Chermignon et Montana. C'est essentiellement le partage des terrains mixtes qui empêche à cette époque la séparation des quartiers. Icogne essaye alors, sans succès, de saisir la justice, arguant que personne n'est tenu de vivre dans l'indivision.
En 1851, une nouvelle loi impose la distinction juridique entre la commune et la bourgeoisie. L'État lui-même veut être au clair et reconnaît, à la suite d'une proposition du président de Lens, Théophile Bonvin, la commune de Lens commue unique interlocuteur. Il n'y a dès lors plus qu'une seule administration communale, à Lens. Le Grand Conseil du canton du Valais approuve ce point de vue par un décret. Les quartiers deviennent dès lors des sections, avec un régime proche de celui de la communauté de Chermignon-d’en-bas. Il n'y a pas trace de vote populaire à propos de cette décision capitale.
En 1863, Montana se détache de Lens sur le plan religieux. Les occasions de rencontre disparaissant, l'esprit de sécession ne peut que croître au fil du temps. En 1867, une pétition demande à l'État la séparation politique ; Montana luttera pendant 5 ans pour l'obtenir. Une votation populaire a lieu en 1873, mais il n'y a pas d'indication précise à ce sujet.

### La séparation se précise
En 1890, Montana, par 88 citoyens, demande la séparation des communes, car elle trouve que dans une si grande commune les intérêts des uns et des autres ne peuvent plus être sauvegardés. Les assemblées primaires des autres sections se prononcent alors contre cette séparation. Le 3 mai 1891, c'est Chermignon qui demande à son tour la séparation : « Les grandes difficultés se soulèvent dans la répartition des travaux publics sur le terrain mixte de la commune, dans les impositions et même dans la répartition proportionnelle des employés et des autorités municipales. Eu égard à la position topographique et à l’étendue de la commune, les intérêts sont trop divers et quelquefois opposés pour pouvoir facilement les concilier et répondre équitablement aux besoins de chacune des communes… ». Une pétition allant dans le même sens est déposée par Icogne le même jour.  
Comme Chermignon ne semble pas prise au sérieux par le Conseil d'État, une nouvelle pétition est lancée en 1892. Le Conseil d'État nomme alors une commission qui propose d'accepter la demande de Montana et celle de Chermignon sous réserve d'un vote de la section. Pourtant, le Conseil d'État n'accepte pas cette proposition, pas même pour Montana. Finalement, le 20 mai 1892, le Grand Conseil repousse la demande de Montana.
Les choses se calment durant quelques années. En 1896, une nouvelle pétition est lancée à Lens à l'encontre des sections. On leur reproche de se gérer comme des communes alors qu'il n'y a plus qu'une seule commune depuis le décret de 1851. L'État tardant à réagir, une nouvelle pétition est lancée trois mois plus tard. Le 15 novembre a lieu à Lens une rencontre entre le délégué de l’État, M. de Torrenté, et les conseils des quatre sections. Ces rencontres n’aboutissent pas, et le Conseil d'État doit à nouveau demander l’avis de la Grande Commune. Tout tourne alors autour de ce fameux décret de 1851, dont les sections de Chermignon, Montana et Icogne contestent le bien-fondé. 
En 1897, le Conseil d'État tente une nouvelle conciliation, qui échoue sur presque tout à part la délimitation exacte du Grand Commun. Les trois sections dissidentes s’accordent pour déposer une nouvelle pétition en date du 14 mai 1897. L’argument principal est alors que les sections se sont toujours administrées comme des communes libres.

### Séparation
Le Conseil d'État nomme une nouvelle commission, mais celle-ci peine à se mettre au travail. En 1898, deux pétitions partent à nouveau d'Icogne et de Chermignon. La Commission peut enfin se mettre au travail et elle le fait avec un soin remarquable : elle étudie les archives des sections et leurs usages politiques et elle vérifie les comptes et les inventaires des quartiers. Dans le courant 1899, les sections doivent remplir un questionnaire dans lequel elles exprimaient leur pensée sur la fusion et la séparation. Le 18 octobre 1899 a lieu la votation populaire à laquelle les citoyens doivent répondre à trois questions :
1. « Voulez-vous le maintien des quatre sections en application du régime fixé par la décision du 4 juin 1851 ? »
2. « Voulez-vous le partage de la Commune de Lens et l’érection de votre section en commune indépendante ? »
3. « Voulez-vous que Lens soit partagé pour former plusieurs communes indépendantes ? »

Lens répond oui à la première question à 186 voix contre 3. Les autres sections s’y opposent à l’unanimité. Le résultat est inverse pour les deux autres questions.
La commission remet son avis le 27 août 1900. Le fameux décret de 1851 est alors reconnu comme sans valeur légale. L’avis des sections est donc reconnu, mais la décision finale incombe au Grand Conseil. Celui-ci, non sans avoir envisagé d’autres solutions, décrète à l'unanimité le partage de la commune de Lens le 28 novembre 1901.
Une nouvelle commission est nommée afin de procéder au partage des biens et territoires. Les problèmes sont épineux pour les terrains mixtes, attribués au prorata de la population. La commission alloue des parts à chaque commune, qui peut par la suite faire part de ses doléances. Par exemple, Lens revendique le secteur de l'hôtel du Parc, Chermignon obtient Chermignon-d’en-bas et un territoire un peu plus grand en direction de Valençon et Icogne se retrouve avec des terrains d’altitude qui lui coûtent très cher pour peu de rapport. D’autres problèmes sont à régler à cause des doubles bourgeois.
Finalement, le décret est approuvé définitivement le 27 octobre 1904 avec entrée en vigueur au 1er janvier 1905. Six années s’écoulent encore à palabrer pour la répartition des biens communs. Aujourd'hui encore, il reste une propriété indivise entre Lens, Chermignon et Icogne : la forêt des trois sections, sur les berges de la Lienne.

## Organisation du territoire
Chermignon se compose de plusieurs villages qui sont répartis sur les 539,3 hectares qu’elle couvre. Le visiteur qui traverse Ollon et Chermignon d’en Bas est ainsi frappé par l’omniprésence des vignobles. De là jusqu’à Chermignon d’en Haut, des feuillus et des pins alternent avec des prairies. 
Une fois passé Chermignon d’en Haut, une forêt mixte se déploie jusqu’à l’entrée de la station de Crans-Montana. Autrefois, ce plateau accueillait des prairies et des mayens. À l’heure actuelle, les chalets s’y mêlent aux immeubles, alors que ses deux golfs l’ont rendu célèbre. 

## Climat
À Chermignon, le climat est chaud et sec en été avec des températures moyennes toujours plaisantes. L’hiver, le soleil reste omniprésent. Vent typique en Valais, le foehn renforce ces sensations thermiques agréables, en particulier durant la mauvaise saison. Chaque année, le soleil brille plus de 300 jours à Chermignon. Les précipitations y sont rares avec une moyenne annuelle qui oscille entre 50 et 80 centimètres seulement. Ces caractéristiques nécessitent une vraie vigilance dans la gestion des ressources naturelles.

## Économie
Comme beaucoup d'autres agglomérations en Valais, Chermignon a connu une mutation rapide de ses secteurs d'activité ces cinquante dernières années. Ces évolutions ont été occasionnées par les progrès techniques qui ont profondément modifié le tissu économique local. Auparavant, le secteur primaire mobilisait l'essentiel des habitants. La viticulture et l'élevage en particulier occupaient une grande partie des forces vives. Actuellement, ces activités restent importantes, mais elles représentent plutôt des revenus d'appoint. La structure du vignoble s’est quant à elle recentrée sur les spécialités que proposent des encaveurs qui ont fait de leur passion une véritable profession. Le secteur secondaire se compose pour sa part de petites et moyennes entreprises artisanales. Une grande société de transformation de produits carnés est cependant établie aux portes du village. De plus, les usines de Chippis demeurent une source d'emplois pour les Chermignonards. Le secteur tertiaire occupe désormais 75 pour cent des résidents de Chermignon. La proximité de Crans-Montana explique cette réalité. Entendu au sens large, le tourisme s'est, de fait, imposé comme la branche la plus dynamique de la région.

## Culture
Chermignon compte trois sociétés de musique, la Cécilia, l'Ancienne Cécilia et l'Echo des Bois de Crans-Montana. Au niveau choral, elle compte trois sociétés, avec le Chœur St-Georges de Chermignon, la Cécilienne d'Ollon et le chœur St-Hymnemode, de Crans-Montana. Au niveau choral, on trouve encore le chœur Ganéa, qui accueille plutôt des jeunes chanteurs. La Guggen Musik Les Dragons perpétue la tradition carnavalesque. Il y a aussi plusieurs troupes de théâtres, dont les Môdits. Un groupe de patoisants, les Partichiou, perpétue la langue locale et propose des chants et des danses folkloriques. Les grenadiers St-Georges sont un groupe de parade, dont les membres portent un fusil d'époque. Leur charge en douze coups est spectaculaire.
En 2008 est fondée dans le village la Valaisia Brass Band.

## Sport
Le FC Chermignon, fondé en 1978, a son terrain de football à Chermignon-d'en Bas. Un club de karaté s'entraîne à l'école de Martelles à Chermignon-d'en-Bas. Le tennis-club s'entraîne sur les courts des Fougirs. Le Groupement sportif propose de nombreuses activités pour tous les âges. Chermignon d'en Bas dispose encore d'un petit terrain de golf, qui permet à de nombreuses personnes de s'initier à ce sport avant de solliciter une adhésion au golf de Crans-sur-Sierre. Les autres activités sportives, ski, patin, ski de fond, ski-alpinisme, etc. se pratiquent sur le plateau de Crans-Montana. 

## Personnalités
- Micheline Calmy-Rey
- Jean Bonvin (1934-2017), ancien directeur de l'Organisation de coopération et de développement économiques
- Anne-Chantal Pitteloud, artiste